# Quinto Haterio

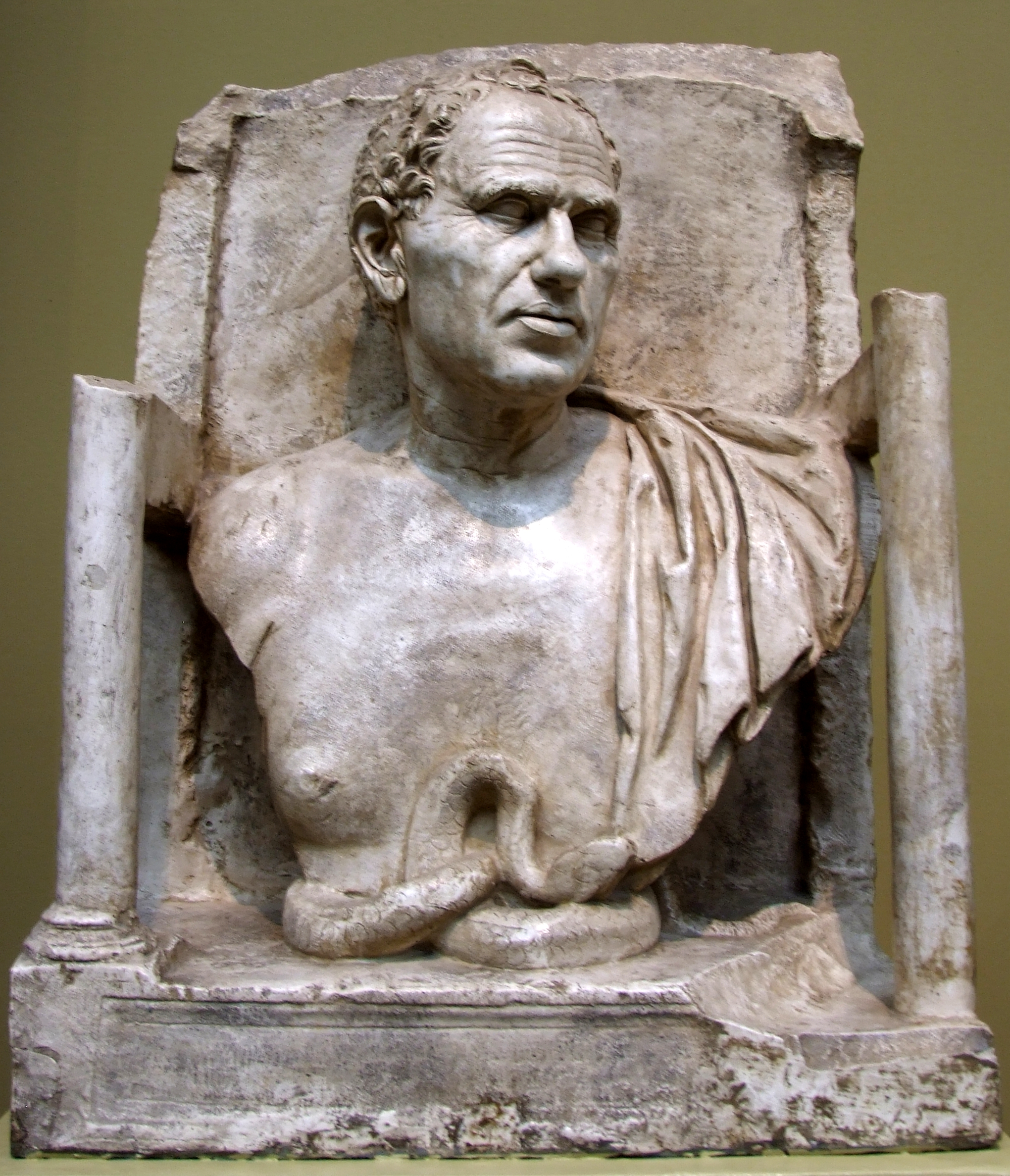
Busto de Quinto Haterio encontrado en la tumba de los Haterios

Quinto Haterio (en latín: Quintus Haterius; m. 26) fue un senador y orador romano de familia senatorial que vivió a finales del siglo I a. C. y principios del siglo I, y desarrolló su cursus honorum bajo los reinados de Augusto y Tiberio. Fue cónsul sufecto en el año 5 a. C. Primero con Lucio Vinicio y después con Gayo Sulpicio Galba.

## Carrera política y oratoria
Haterio fue un orador de la facción popular bajo Augusto, pero su estilo de oratoria fue a veces criticado. En la Epístola de Séneca, "Sobre el estilo adecuado para el discurso de un filósofo", afirma que el discurso de un filósofo debe ser capaz de hablar con fuerza, pero manteniendo un ritmo constante. Como ejemplo, se refiere a Quinto Haterio, quien "...nunca vaciló, nunca se detuvo; sólo hizo un arranque y una parada" Incluso el emperador Augusto comentó su rapidez, diciendo que su discurso era tan rápido que necesitaba un freno.
Haterio fue elegido cónsul Sufecto en el año 5 a. C. Tácito menciona a Haterio muchas veces en los Anales en el debate senatorial.
Tras la muerte de Augusto, Tiberio hizo gala de su reticencia a aceptar el poder para no parecer ambicioso. Tanto Gayo Asinio Galo como Haterio instaron a Tiberio a dejar de lado su modestia y asumir el poder. Tácito cita a Haterio: quo usque pateris, Caesar non adesse caput rei publicae? ("¿Hasta cuándo, César, vas a permitir que el Estado se quede sin cabeza?") Es posible que Suetonio también lo citara, pero no mencionó su nombre. Temiendo la reacción de Tiberio a su exhortación, Haterio fue a palacio a pedir perdón y se arrojó a las rodillas de Tiberio. Pero su torpe esfuerzo hizo que el emperador cayera al suelo, y los guardias, pensando que se trataba de un ataque a la persona de Tiberio, se abalanzaron sobre Haterio para matarlo. La intervención de Livia le salvó la vida.
Haterio también participó en la imposición de restricciones al lujo en la ciudad. El senado decidió que no se utilizaran recipientes de oro macizo para servir la comida, y que era inmoral que los hombres vistieran ropas de seda compradas en Oriente.
Sin embargo, a medida que avanzaba su edad, Haterio fue perdiendo prestigio. En una reunión del Senado en la que se discutía cómo honrar al hijo de Tiberio, Druso el Menor, Haterio presentó una moción para que todos los decretos aprobados ese día se erigieran en la sede del Senado con letras de oro macizo; pero sus colegas se rieron de su sugerencia por considerarla una tontería.
Quinto Haterio murió con los más altos honores a finales del año 26. Sin embargo, una necrológica escrita por Tácito afirmaba que, aunque fue famoso por sus habilidades oratorias durante su vida, esa fama se había desvanecido y que "mientras que las investigaciones y trabajos de otros autores son valorados por una época posterior, la armoniosa fluidez de Haterio murió con él".

## Familia
Haterio fue el padre de Décimo Haterio Agripa, cónsul ordinario en el año 22 y abuelo de Quinto Haterio Antonino, cónsul ordinario en el año 53, y estaba emparentado con la dinastía de Augusto por matrimonio. Su esposa era probablemente una hija de Marco Vipsanio Agripa.